# ميناميسانريكو (مياغي)
ميناميسانريكو (باليابانية: 南三陸町 ميناميسانريكو-تشو) هي بلدة في محافظة مياغي في اليابان. مساحتها 163.74 كلم²، عدد السكان فيها 17393 نسمة في 2011. دمرت البلدة بشكل شبه كامل نتيجة أمواج التسونامي الذي حدث بالترافق مع زلزال اليابان 2011، ووجود حوالي 9500 نسمة من سكان البلدة في عداد المفقودين. تأسست البلدة في 1 أكتوبر 2005.

## وصلات خارجية
- الموقع الرسمي للبلدة